# Schizzanello
Schizzanello è una frazione di Roma Capitale (zona "O" 71), situata in zona Z. XXVI Castel di Decima, nel territorio del Municipio Roma IX (ex Municipio Roma XII).
Sorge circa al quindicesimo km di via Laurentina, a cavallo di essa. L'area a est, ricadente in zona Z. XXIII Castel di Leva, è detta "Santa Serena", per la presenza della cappella omonima.

## Storia
Il territorio è documentato almeno dal secolo V quando venne donato alla chiesa dei SS. Bonifacio e Alessio all'Aventino. Questa la teneva ancora agli inizi dell'XI secolo, quando nel 1074 fu donato da papa Gregorio VII al monastero di San Paolo f.l.m., che lo detenne fino al XVI secolo quando passò alla famiglia Soderini.

## Architetture religiose
- Cappella Santa Serena, su via S. Serena. Cappella del XX secolo.

Luogo sussidiario di culto della parrocchia San Romualdo Abate a Monte Migliore.

## Odonimia
Le strade di Schizzanello sono dedicate a comuni della Campania, con l'esclusione di via S. Serena posta nel settore est della frazione.